# Mirón
Mirón (en griego Μύρων; trabajó h. 480-440 a. C.) fue un escultor y broncista de mediados del siglo V a. C. y uno de los más conocidos autores del arte griego, cuyas aportaciones escultóricas supusieron la transición al periodo clásico. Nacido en Eléuteras, ciudad situada en la frontera de Beocia y el Ática. Según la Historia Natural de Plinio, Agéladas de Argos fue su maestro.
El viajero Pausanias destacó esculturas de Mirón que permanecían in situ en el siglo II. Quionis, un vencedor olímpico del siglo VII de Esparta era conmemorado a través de un bronce idealizado obra de Mirón.
Trabajó fundamentalmente con el bronce: y aunque hizo algunas estatuas de dioses y héroes, su fama descansa principalmente en sus representaciones de atletas, en los que hizo una revolución, según los comentadores de la Antigüedad, al introducir una mayor audacia en la pose y un ritmo más perfecto, subordinando las partes al todo. La observación de Plinio de que las obras de Mirón eran numerosior que las de Policleto y «más diligentes» parece sugerir que eran consideradas de proporciones (numeri) más armoniosas y al mismo tiempo más convincentes en su realismo: diligentia denotaba «gran atención a los puntos delicados», una cualidad que, con moderación, era característica de las mejores obras de arte, según los críticos de la Antigüedad. Su gran mérito consistió en saber captar como nadie el movimiento. Sus obras más famosas se caracterizan por la representación fidedigna de las tensiones del cuerpo humano en movimiento, como se aprecia en su conocido Discóbolo, y el realismo en sus esculturas de hombres y animales. 

## Obras

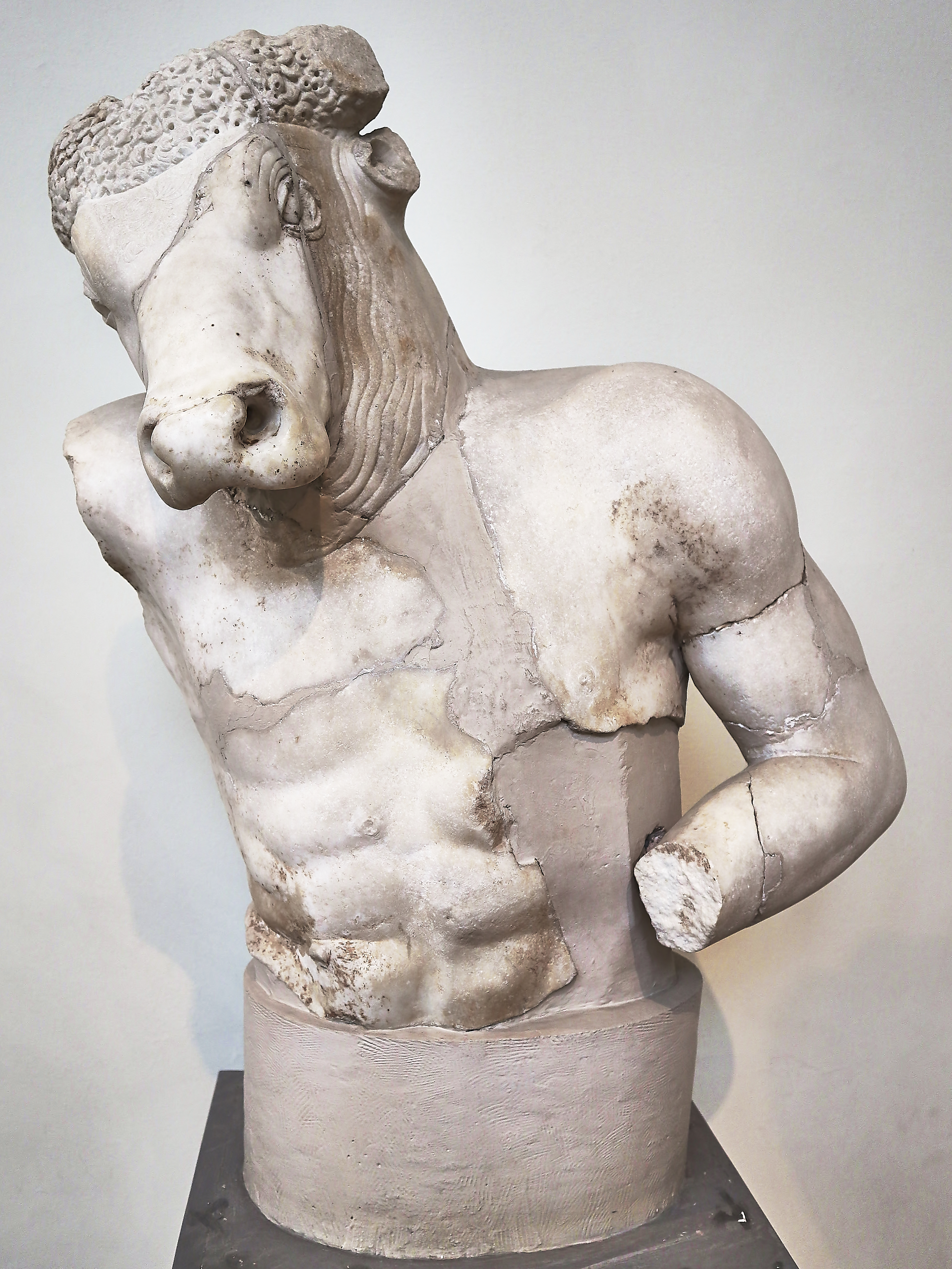
Minotauro, de una fuente en Atenas, parte del grupo perdido de Mirón de Teseo y el Minotauro (Museo Arqueológico Nacional de Atenas).

Sus obras más famosas, según Plinio (Historia Natural, 34.57-59) fueron una vaquilla, un perro (canem, tal vez Cerbero), un Perseo, un sátiro (Marsias) admirando la flauta y Minerva (Atenea), un Hércules, que se llevó al santuario que le dedicó Pompeyo el Grande en el Circo Máximo, el Discóbolo (el lanzador de disco), y un Apolo para Éfeso, «que Antonio el triunviro cogió a los efesios, pero el Augusto deificado lo restauró después de haber sido advertido en un sueño». Los escritores del Alto Imperio Romano consecuentemente consideraron a Mirón entre los más grandes de los escultores griegos, un signo de que su reputación contemporánea había permanecido alta.

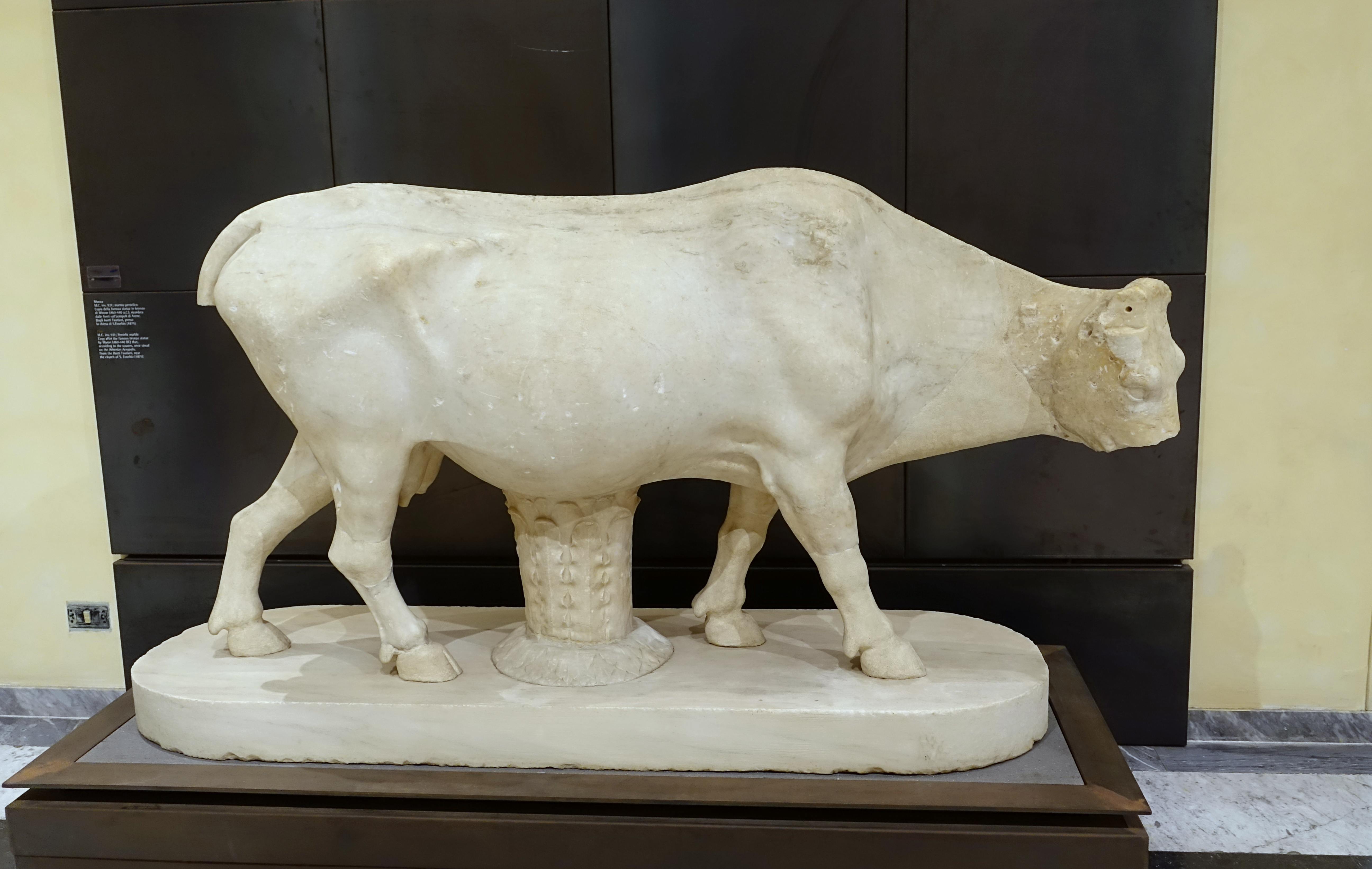
Copia romana en mármol de la vaquilla de Mirón. Museos Capitolinos.

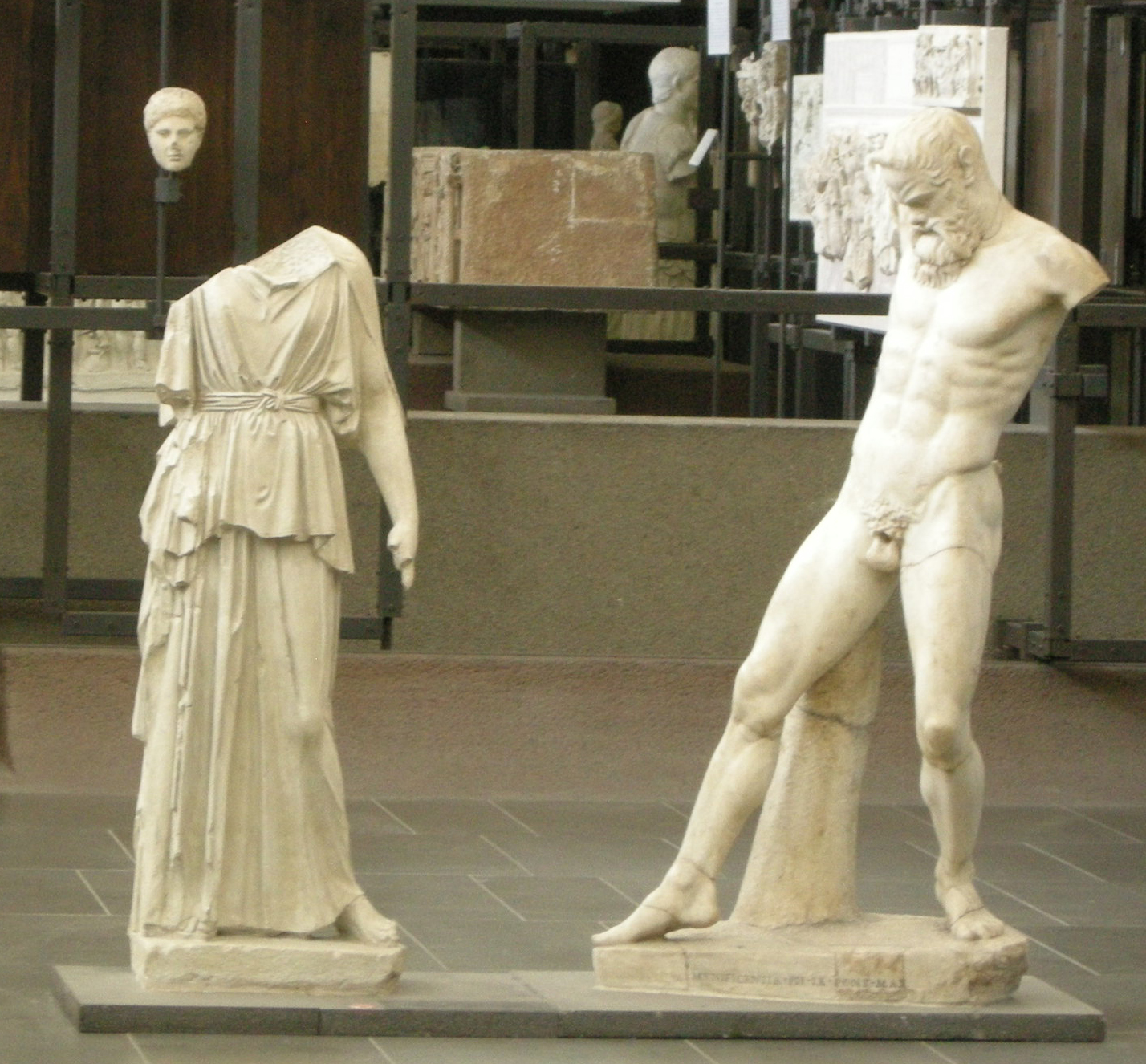
Grupo de Atenea y Marsias, copia romana en los Museos Vaticanos.

La vaquilla de bronce, de gran realismo, que fue consagrada en la Acrópolis de Atenas, parece que obtuvo su fama principalmente por inspirar epigramas, lo que nada nos dice sobre la pose del animal. Un epigrama sobre Ladas, el corredor más veloz de la época, señala que fue conmemorado por una escultura de Mirón; del Ladas de Mirón no hay copia conocida. Una descripción de Luciano definitivamente identifica como obra de Mirón el Discóbolo o «Lanzador de disco», de la que existen varias copias, de las cuales la mejor es la del Palazzo Massimi alle Terme, Roma. Estrabón también registra grupos callejeros sobre Mirón, especialmente un amplio grupo en Samos; varias cabezas supervivientes se han identificado como copias de la Atenea Samia de Mirón por C.K. Jenkins en 1926.
Una figura de mármol en el Museo de Letrán, que está actualmente restaurada como un sátiro danzante, es casi con certeza una copia de una obra de Mirón, un Marsias deseoso de tomar el aulos que Atenea había arrojado. El grupo entero está copiado en monedas de Atenas, en un vaso y en un relieve que representa a Marsias como oscilando entre la curiosidad y el miedo a desagradar a la diosa Atenea.

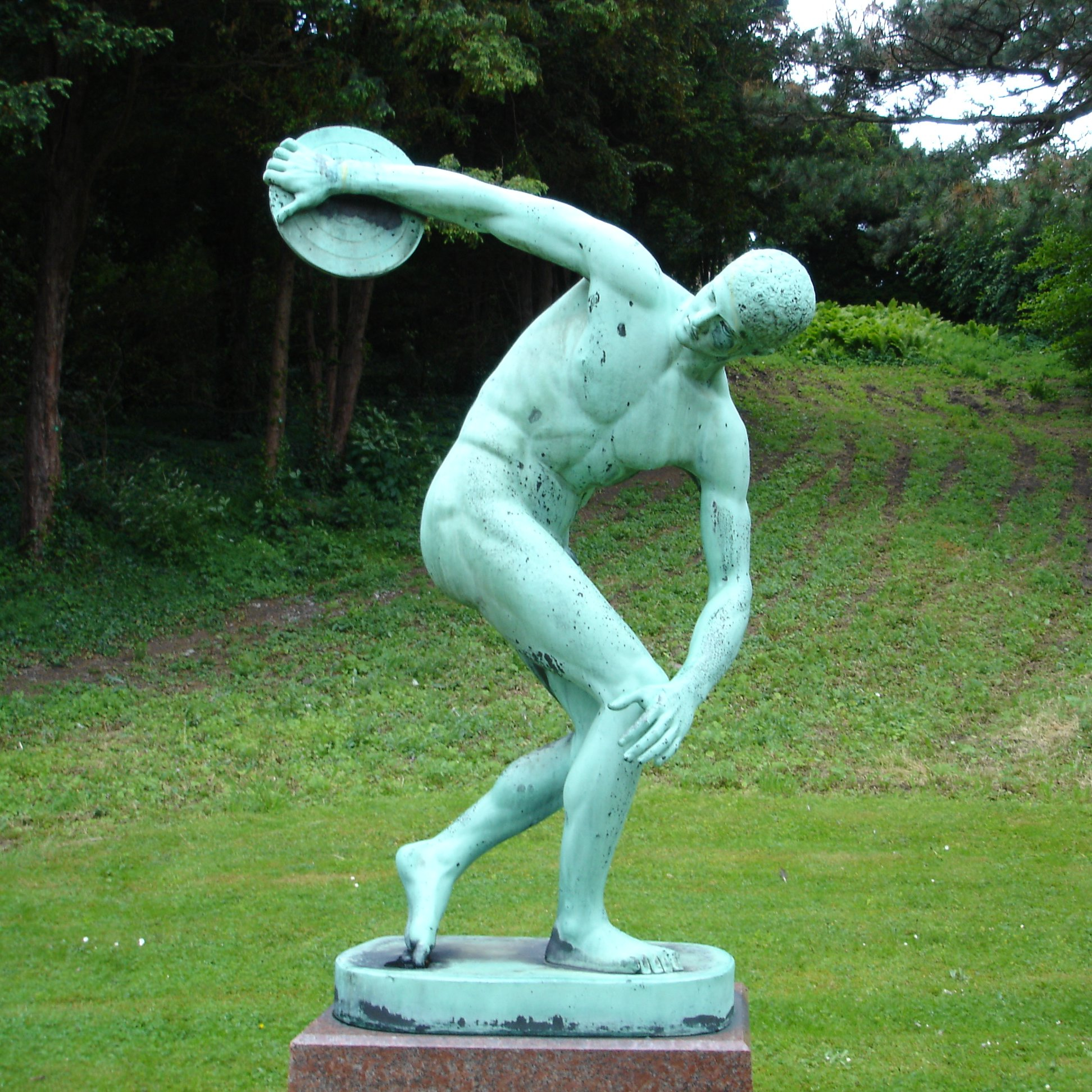
El Discóbolo de Mirón en el Jardín Botánico de Copenhague, Dinamarca.

Los críticos antiguos dicen de Mirón que, aunque tuvo un éxito admirable al dar vida y movimiento a sus figuras, no logró presentar las emociones de la mente. Esto concuerda con la evidencia existente, hasta cierto punto, aunque no perfectamente. Los cuerpos de sus hombres son de mucha mayor excelencia que sus cabezas. La cara de Marsias es casi una máscara; pero de la actitud conseguimos una impresión vívida de las pasiones que le dominan. La cara del Discóbolo está calmada y tranquila; pero todos los músculos de su cuerpo se concentran en el esfuerzo. Sin renunciar a algunas de las características esenciales de la escultura del periodo arcaico, su Discóbolo es una obra plenamente clásica. Y aunque supuso un avance decisivo en el estudio del movimiento, de la tensión muscular y de la integración de la figura en el espacio no captó el aspecto emocional y los detalles de un rostro expresivo. Por ello la cabeza conserva reminiscencias de la movilidad del estilo anterior, la sonrisa se parece todavía a la expresión arcaica.
Un número considerable de otras obras existentes se adscribieron a la escuela o la influencia de Mirón, por Adolf Furtwängler. Estas atribuciones no han superado la prueba del tiempo.
Un papiro de Oxirrinco da las fechas de vencedores de Olimpia de quienes Mirón hizo estatuas del atleta Timantes, victorioso en Olimpia en el año 456 a. C., y de Licino, victorioso en 448 y 444. Esto ayuda a fijar su data. Era contemporáneo, pero algo mayor, que Fidias y Policleto.